# Gibó de Müller
El gibó de Müller (Hylobates muelleri) o gibó gris és una espècie de primat hominoïdeu de la família dels gibons (Hylobatidae), que es troba exclusivament a l'illa de Borneo. Actualment està catalogat per la Unió Internacional per a la Conservació de la Natura (UICN) com a espècie amenaçada per la pèrdua del seu hàbitat. Aquest tàxon fou anomenat en honor del naturalista Salomon Müller.

## Taxonomia
Es coneixen tres subespècies de Hylobates muelleri:
- Hylobates muelleri abbotti
- Hylobates muelleri funereus
- Hylobates muelleri muelleri